# Muricella plectana
Espèce
Muricella plectana est une espèce de gorgone.